# Paul Thénard
Ne doit pas être confondu avec Louis Jacques Thénard.
Paul Thénard, également appelé baron Thénard ou Arnould Paul-Edmond Thénard, est né le 6 octobre 1819 à Paris et mort le 8 août 1884 à Talmay (Côte-d'Or). Cet agronome est connu pour avoir participé à la maîtrise du phylloxera.

## Biographie
Il est le fils de Louis Thénard, chimiste renommé.
Il se marie en 1842 avec Bonne-Philipine-Isaure-Françoise Derrion-Duplan, dont la famille possède à Givry (Saône-et-Loire) une propriété. C'est là qu'il débute l'analyse des sols afin de comprendre  les facteurs favorables au vignoble. En 1847 son épouse hérite d'une propriété à Talmay (en Côte d'Or). Tout en gardant Givry il s'installe à Talmay. Il poursuit ses recherches sur le moyen d'améliorer la fertilité des sols. Ses études lui valent d'être chevalier de la légion d'honneur le 27 avril 1847.
Il est élu en 1864 à l'Académie des sciences le 15 février 1864 (section d'économie rurale).
Il devient  maire de Talmay en 1852 et le restera jusqu'en 1866 : il représente le canton de Pontailler-sur-Saône au conseil d’arrondissement de 1852 à 1856, puis au conseil général jusqu'en 1871.
La guerre à la Prusse est déclarée le 19 juillet 1870. Fin décembre, Dijon est occupée par les troupes allemandes. La notoriété de Thénard lui vaut d’être emmené en otage à Brême, en Allemagne, pendant trois mois.
Ses descendants sont toujours propriétaires du château de Talmay et le domaine de Givry (7,9 hectares) est toujours exploité.

## Travaux et publications

### Travaux

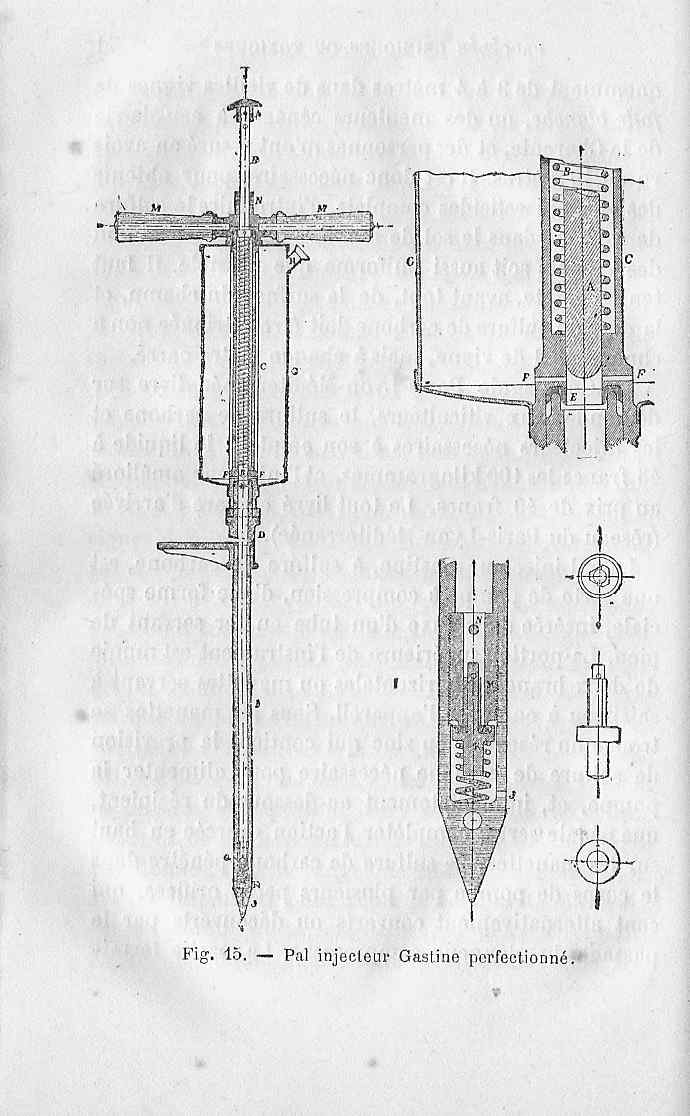
Pal injecteur de sulfure de carbone

C'est durant les années 1870 que le puceron Phylloxera vastatrix, apparu quelques années auparavant dans le Gard est présent dans le Rhône (Villié Morgon, 1863), puis en Saône-et-Loire (1875) et en Côte-d'Or (1878). Thénard met au point un traitement par le sulfure de carbone. Cette méthode est saluée par l'Institut français de la vigne et du vin comme ayant eu un résultat essentiel, malgré ses limites : « Historiquement la lutte contre le Phylloxera a débuté par l'injection au niveau des racines de substances chimiques non toxiques pour la vigne comme le sulfure de carbone. Longue, onéreuse et peu efficace sur les racines profondes, cette technique a néanmoins permis d'assurer la survie de certains vignobles en attendant l'arrivée de nouvelles méthodes de lutte ».

Paul Thénard démontre qu'il existe au moins trois phosphures d'hydrogène, le phosphure gazeux, le phosphure d'hydrogène solide et le phosphure d'hydrogène liquide.

### Publications
- Discours sur les rapports des propriétaires de biens ruraux à ferme et leurs fermiers, prononcé par M. le Baron Thenard au comice de Fontaine-Française, en 1861, Paris, impr. de Cosson, 1862, 14 p. (lire en ligne).
- Considérations sur la situation faite à l'agriculture en ces dernières années, Paris, impr. de Cosson, 1866, 15 p.
- Des Conditions de fécondité spontanée des terres, mémoire présenté à l'Académie des sciences, le 21 février 1859, Paris, imp. de Cosson, 1859, 15 p.
- Étude sur le bétail de l'exploitation de Talmay, Paris, Mallet-Bachelier, avril 1863, 10 p.
- Étude sur l'état matériel et moral des jeunes ouvrières employées à Lyon au dévidage de la soie, Paris, imp. de Chaix, 1869, 8 p.
- Note : Société de protection des apprentis et des enfants employés dans les manufactures ; Paris : impr. de A. Chaix, (1869)
- Un grand Français : le chimiste Thenard, 1777-1856, par son fils, Paul Thénard, introduction et notes de Georges Bouchard, Dijon, impr. de Jobard, 1950, 257 p.
- « Mémoire sur les combinaisons du phosphore avec l'hydrogène », Annales de chimie et de physique, Paris, Bachelier, 3e série, t. XIV,‎ 1845, p. 5-40 (lire en ligne)
- Notice sur le vinage des vins en franchise des droits sur l'alcool qui lui est consacré, Paris, V. Masson et fils, 1864, 32 p.